# Lewis Lloyd
Lewis Kevin Lloyd (Filadelfia, Pensilvania, 22 de febrero de 1959-5 de julio de 2019) fue un baloncestista estadounidense que disputó siete temporadas en la NBA, además de jugar en la USBL. Con 1,98 metros de estatura, lo hacía en la posición de escolta. Jugó la mayor parte de su carrera profesional con Houston Rockets.

## Trayectoria deportiva

### Universidad
Tras pasar dos años en el Junior College de New Mexico Military, jugó durante dos temporadas con los Bulldogs de la Universidad de Drake, en las que promedió 28,2 puntos, 12,5 rebotes y 2,7 asistencias por partido. En ambas fue elegido como Jugador del Año de la Missouri Valley Conference.

### Profesional
Fue elegido en la septuagésimo sexta posición del Draft de la NBA de 1981 por Golden State Warriors, donde jugó dos temporadas, la primera de ellas pasando prácticamente inadvertido, mientras que en la segunda promedió 9,4 puntos y 3,6 rebotes por partido como suplente de Purvis Short.
Tras no renovar con los Warriors, fichó como agente libre en 1983 por Houston Rockets, donde fue titular indiscutible en sus tres primeras temporadas. En la primera de ellas fue el segundo mejor anotador del equipo tras Ralph Sampson, promediando 17,8 puntos por partido, a los que añadió 3,9 asistencias y 3,6 rebotes por partido.
En la temporada 1985-86 fue uno de los artífices, junto a las torres gemelas, Sampson y Olajuwon, de la consecución del campeonato de la Conferencia Oeste y la disputa de las Finales en las que cayeron ante los Boston Celtics. Lloyd promedió 16,9 puntos y 4,0 rebotes por partido.
El 13 de enero de 1987, Lloyd y su compañero Mitchell Wiggins fueron suspendidos por dos años y medio tras dar positivo por cocaína, una sustancia prohibida por la liga. Lloyd fue readmitido en 1989. Durante su suspensión jugó en los Philadelphia Aces de la USBL.
Regresó a la NBA a mediados de la temporada 1989-90 fichando por diez días con Philadelphia 76ers, donde jugó dos partidos, y regresando a los Rockets esa misma temporada encadenando varios contratos cortos, disputando 19 partidos.

## Retiro
Posterior a su carrera como jugador, ya retirado en los años 2000, Lloyd realizaba clínicas de Basquetbol solo como entrenador en campos de Philadelphia, Des Moines y Wichita.

## Muerte
Lewis Lloyd falleció el 5 de julio de 2019. No se han informado las causas de su fallecimiento.

## Estadísticas de su carrera en la NBA

### Temporada regular
| Temporada | Edad | Equipo                | Liga | P   | TIT | MIN  | TC  | TCA  | %TC  | 3P  | 3PA | %3P  | TL  | TLA | %TL  | R.OF. | R.DEF. | REB | ASIS | ROB | TAP | PER | FP  | PTS  |
| 1981-82   | 22   | Golden State Warriors | NBA  | 16  | 0   | 5.9  | 1.6 | 2.8  | .556 | 0.0 | 0.0 |      | 0.4 | 0.7 | .636 | 0.6   | 0.4    | 1.0 | 0.4  | 0.3 | 0.1 | 0.9 | 1.3 | 3.6  |
| 1982-83   | 23   | Golden State Warriors | NBA  | 73  | 24  | 18.5 | 4.0 | 7.8  | .518 | 0.0 | 0.1 | .250 | 1.4 | 1.9 | .719 | 1.1   | 2.5    | 3.6 | 1.8  | 0.8 | 0.4 | 1.6 | 1.5 | 9.4  |
| 1983-84   | 24   | Houston Rockets       | NBA  | 82  | 82  | 31.4 | 7.4 | 14.4 | .516 | 0.0 | 0.2 | .231 | 2.9 | 3.6 | .789 | 1.6   | 2.0    | 3.6 | 3.9  | 1.2 | 0.5 | 3.0 | 2.6 | 17.8 |
| 1984-85   | 25   | Houston Rockets       | NBA  | 82  | 58  | 26.0 | 5.6 | 10.6 | .526 | 0.0 | 0.1 | .250 | 2.0 | 2.7 | .732 | 1.2   | 1.6    | 2.8 | 3.4  | 0.9 | 0.3 | 2.2 | 2.4 | 13.1 |
| 1985-86   | 26   | Houston Rockets       | NBA  | 82  | 82  | 29.8 | 7.2 | 13.6 | .529 | 0.0 | 0.2 | .200 | 2.4 | 2.9 | .843 | 1.9   | 2.1    | 4.0 | 3.7  | 1.2 | 0.3 | 2.4 | 2.6 | 16.9 |
| 1986-87   | 27   | Houston Rockets       | NBA  | 32  | 14  | 21.5 | 5.2 | 9.7  | .532 | 0.0 | 0.2 | .143 | 2.0 | 2.7 | .756 | 0.4   | 1.1    | 1.5 | 2.8  | 0.6 | 0.2 | 1.6 | 2.2 | 12.4 |
| 1989-90   | 30   | TOTAL                 | NBA  | 21  | 0   | 5.9  | 1.4 | 2.5  | .566 | 0.0 | 0.0 |      | 0.4 | 0.8 | .563 | 0.4   | 0.5    | 0.9 | 0.5  | 0.1 | 0.0 | 1.0 | 0.6 | 3.3  |
| 1989-90   | 30   | Philadelphia 76ers    | NBA  | 2   | 0   | 5.0  | 0.5 | 1.0  | .500 | 0.0 | 0.0 |      | 0.0 | 0.0 |      | 0.0   | 0.0    | 0.0 | 0.0  | 0.0 | 0.0 | 2.0 | 1.5 | 1.0  |
| 1989-90   | 30   | Houston Rockets       | NBA  | 19  | 0   | 5.9  | 1.5 | 2.7  | .569 | 0.0 | 0.0 |      | 0.5 | 0.8 | .563 | 0.4   | 0.5    | 0.9 | 0.6  | 0.2 | 0.0 | 0.8 | 0.5 | 3.5  |
| Total     |      |                       | NBA  | 388 | 260 | 24.2 | 5.6 | 10.7 | .524 | 0.0 | 0.1 | .213 | 2.0 | 2.6 | .771 | 1.3   | 1.8    | 3.1 | 2.9  | 0.9 | 0.3 | 2.1 | 2.1 | 13.2 |

### Playoffs
| Temporada | Edad | Equipo          | Liga | P  | MIN | TCA | TC  | 3PA | 3P | TLA | TL | R.OF. | REB | ASIS | ROB | TAP | PER | FP | PTS | %TC  | %3P  | %FT  | MIN  | PTS  | REB | AST |
| 1984-85   | 25   | Houston Rockets | NBA  | 5  | 174 | 38  | 77  | 0   | 0  | 10  | 14 | 15    | 29  | 25   | 7   | 8   | 10  | 12 | 86  | .494 |      | .714 | 34.8 | 17.2 | 5.8 | 5.0 |
| 1985-86   | 26   | Houston Rockets | NBA  | 20 | 589 | 116 | 241 | 2   | 5  | 47  | 58 | 34    | 66  | 86   | 16  | 6   | 47  | 47 | 281 | .481 | .400 | .810 | 29.5 | 14.1 | 3.3 | 4.3 |
| Total     |      |                 | NBA  | 25 | 763 | 154 | 318 | 2   | 5  | 57  | 72 | 49    | 95  | 111  | 23  | 14  | 57  | 59 | 367 | .484 | .400 | .792 | 30.5 | 14.7 | 3.8 | 4.4 |